# Strømsgodset Idrettsforening 2007
Questa voce raccoglie le informazioni riguardanti lo Strømsgodset Idrettsforening nelle competizioni ufficiali della stagione 2007.

## Rosa
| N. |                     | Ruolo | Calciatore         |
| -- | ------------------- | ----- | ------------------ |
| 1  | Norvegia (bandiera) | P     | Espen Johnsen      |
| 2  | Norvegia (bandiera) | D     | Glenn Andersen     |
| 3  | Norvegia (bandiera) | D     | André Bergdølmo    |
| 4  | Norvegia (bandiera) | D     | Ronny Deila        |
| 5  | Norvegia (bandiera) | D     | Samir Fazlagić     |
| 6  | Norvegia (bandiera) | D     | Alexander Aas      |
| 7  | Norvegia (bandiera) | C     | Øyvind Leonhardsen |
| 8  | Norvegia (bandiera) | C     | Ousman Nyan        |
| 9  | Norvegia (bandiera) | A     | Thomas Finstad     |
| 10 | Norvegia (bandiera) | C     | Stian Ohr          |
| 11 | Norvegia (bandiera) | C     | Trygve Åse Lunde   |
| 12 | Norvegia (bandiera) | P     | Adam Larsen        |
| 13 | Norvegia (bandiera) | C     | Christer George    |
| 14 | Norvegia (bandiera) | C     | Fredrik Nordkvelle |
| 15 | Norvegia (bandiera) | D     | Marius Boldt       |

| N. |                      | Ruolo | Calciatore              |
| -- | -------------------- | ----- | ----------------------- |
| 16 | Norvegia (bandiera)  | A     | Thomas Sørum            |
| 17 | Finlandia (bandiera) | A     | Keijo Huusko            |
| 18 | Norvegia (bandiera)  | D     | Kristian Sørli          |
| 19 | Norvegia (bandiera)  | C     | Steffen Martinsen       |
| 20 | Svezia (bandiera)    | A     | Mattias Andersson       |
| 21 | Norvegia (bandiera)  | C     | Fredrik Winsnes         |
| 22 | Norvegia (bandiera)  | C     | Einar Kalsæg            |
| 22 | Norvegia (bandiera)  | A     | Steffen Nystrøm         |
| 24 | Norvegia (bandiera)  | D     | David Driscoll          |
| 25 | Norvegia (bandiera)  | C     | Kenneth Dokken          |
| 26 | Norvegia (bandiera)  | P     | Magnus Hjulstad         |
| 26 | Norvegia (bandiera)  | P     | Thomas André Ødegaard   |
| 28 | Norvegia (bandiera)  | C     | Lars Fuhre              |
| 30 | Norvegia (bandiera)  | A     | Trond Fredrik Ludvigsen |
| 39 | Ungheria (bandiera)  | A     | Péter Kovács            |

## Risultati

### Campionato

#### Girone di andata
| Arbitro: | Skjerven (Kaupanger) |

|                          |           |                |
| Andersson 59’ Kovács 64’ | Marcatori | 32’ de Ornelas |

| Arbitro: | Øvrebø (Oslo) |

|                             |           |           |
| Helstad 7’, 55’ Winters 76’ | Marcatori | 5’ George |

| Arbitro: | Sandmoen |

|                      |           |            |
| Bergdølmo 76’ (rig.) | Marcatori | 26’ Occean |

| Oslo 28 aprile 2007, ore 19:00 CEST 4ª giornata | Vålerenga      | 0 – 0 referto | Strømsgodset | Ullevaal Stadion (14.355 spett.)\| Arbitro: \| Hauge (Bergen) \| |
| Arbitro:                                        | Hauge (Bergen) |               |              |                                                                  |

| Arbitro: | Edvartsen (Hamar) |

|                  |           |          |
| Deila 80’ (rig.) | Marcatori | Hoff 37’ |

| Arbitro: | Hauge (Bergen) |

|                    |           |                   |
| Iversen 20’ (rig.) | Marcatori | 57’ Ohr 59’ Deila |

| Arbitro: | Skjerven (Kaupanger) |

|  |           |                                                   |
|  | Marcatori | 36’ Aarøy 64’ Kihlberg 68’ Fredriksen 87’ Austnes |

| Arbitro: | Staberg |

|                           |           |                      |
| Valencia 32’ Børufsen 66’ | Marcatori | 10’, 12’, 90’ Kovács |

| Arbitro: | Skjerven (Kaupanger) |

|                 |           |                         |
| Ross 53’ (aut.) | Marcatori | 68’ Ijeh 83’ Sigurðsson |

| Arbitro: | Moen (Haugesund) |

|  |           |         |
|  | Marcatori | 4’ Nyan |

| Arbitro: | Hauge (Bergen) |

|            |           |                             |
| George 50’ | Marcatori | 63’ Rushfeldt 64’ Moldskred |

| Arbitro: | Edvartsen (Hamar) |

|                   |           |             |
| Sørum 24’ Aas 53’ | Marcatori | 26’ Piiroja |

| Arbitro: | Staberg |

|                                        |           |                                |
| Nannskog 10’ Gunnarsson 38’ Keller 65’ | Marcatori | 52’ Sørum 78’ (rig.) Bergdølmo |

#### Girone di ritorno
| Arbitro: | Berntsen (Vang) |

|  |           |           |
|  | Marcatori | 50’ Sørum |

| Arbitro: | Berntsen (Vang) |

|                  |           |                                      |
| Finstad 85’, 86’ | Marcatori | 12’ Sigurðsson 53’, 70’, 79’ Helstad |

| Arbitro: | Øvrebø (Oslo) |

|                           |           |  |
| Myklebust 27’ Sundgot 90’ | Marcatori |  |

| Arbitro: | Skjerven (Kaupanger) |

|         |           |                       |
| Aas 52’ | Marcatori | Johnsen 14’ Berre 30’ |

| Arbitro: | Johnsen |

|          |           |  |
| Hoff 60’ | Marcatori |  |

| Arbitro: | Øvrebø (Oslo) |

|               |           |          |
| Bergdølmo 77’ | Marcatori | 20’ Koné |

| Arbitro: | Hauge (Bergen) |

|                                             |           |                            |
| Diego Silva 6’ (rig.) Kibebe 68’ Aubynn 90’ | Marcatori | 27’ Kovács 56’ Leonhardsen |

| Arbitro: | Staberg |

|                                                     |           |               |
| Pedersen 69’ (aut.) George 85’ Bergdølmo 90’ (rig.) | Marcatori | 22’, 45’ Årst |

| Arbitro: | Sælen (Bergen) |

|                                |           |  |
| Steenslid 4’ Ødegaard 15’, 35’ | Marcatori |  |

| Arbitro: | Berntsen (Vang) |

|                                                  |           |  |
| Bergdølmo 11’ (rig.) George 60’ Nyan 63’ Ohr 71’ | Marcatori |  |

| Arbitro: | Sælen (Bergen) |

|                             |           |                                  |
| Moldskred 13’ Rushfeldt 90’ | Marcatori | 20’ (rig.) Bergdølmo 69’ Winsnes |

| Arbitro: | Sandmoen |

|              |           |              |
| Tegström 47’ | Marcatori | 12’ Andersen |

| Arbitro: | Moen (Haugesund) |

|  |           |                                                                |
|  | Marcatori | 19’, 77’ (rig.) Gunnarsson 27’ Nannskog 58’ Hauger 85’ Høiland |

### Coppa di Norvegia
| Arbitro: | Kristensen |

|                      |           |                                                                      |
| Bråten 31’ Bache 76’ | Marcatori | 15’, 80’ George 19’ Fazlagić 67’ (rig.), 90’ Sørum 83’ (rig.) Dokken |

| Arbitro: | Hakestad |

|                         |           |                                                                                            |
| Myklebust 62’ Holko 90’ | Marcatori | 16’ (rig.), 60’ Sørum 34’ Nyan 57’ George 64’ Kalsæg 80’, 82’ Kovács 85’ Huusko 89’ Dokken |

| Arbitro: | Høgberg |

|  |           |                                    |
|  | Marcatori | 14’ Kalsæg 67’ Kovács 76’ Andersen |

| Arbitro: | Hauge (Bergen) |

|                                        |           |            |
| George 4’ Kovács 7’, 15’ Ludvigsen 24’ | Marcatori | 45’ Ystaas |

| Arbitro: | Moen (Haugesund) |

|                       |           |                                              |
| Bergdølmo 58’ Ohr 73’ | Marcatori | 24’, 30’ Gunnarsson 94’ Nannskog 109’ Tchoyi |